# Siukkujärvi
Siukkujärvi är en sjö i kommunen Kuusamo i landskapet Norra Österbotten i Finland. Arean är 40 hektar och strandlinjen är 3,42 kilometer lång. Sjön  ingår i Ijo älvs huvudavrinningsområde.   Den ligger omkring 200 kilometer öster om Uleåborg och omkring 660 kilometer norr om Helsingfors. 
Siukkujärvi ligger norr om Luokkajärvi. 